# Veress Pál (festő, 1929–2002)
Veress Pál, művésznév Veresspál (Sepsiszentgyörgy, 1929. augusztus 23. – Kolozsvár, 2002. október 11.) erdélyi magyar festő, grafikus.

## Életpályája
Felsőfokú képzőművészeti tanulmányait Bukarestben kezdte az Academia de Belle Arten festő szakon, ahol Nicolae Darascu és Ioan Marsic voltak a mesterei, két év múlva, 1950-ben a kolozsvári Ion Andrescu Képzőművészeti Főiskola grafika szakán folytatta tanulmányait. Itt Cs. Erdős Tibor és Miklóssy Gábor voltak a mesterei. Veress Pál bekerült Miklóssy Gábor mellé asszisztensnek, majd tanársegédi beosztásban, 1962-től lektorként (magyarországi megnevezéssel adjunktus) tanított 1990-es nyugdíjazásáig.
Természetelvű festészetet művelt, posztnagybányai stílusban festett arcképeket, aktokat, tájképeket, csendéleteket, házakat, templomokat, utcarészleteket, falurészleteket, temetőrészleteket. Szülőföldjének, Erdélynek hűséges megörökítője. Természetelvű látásmódját képes volt absztrahálni, konstrukciókba foglalni is, tette ezt már pályája derekán, de főleg az 1990-es években. Kiváló kompozícióteremtő képessége, figurális ábrázoló képessége, sokoldalúsága a romániai magyar festőművészet jeles mesterévé avatta őt.
1953-tól volt kiállító művész, először a Bukarestben rendezett Fiatalok fesztiválján szerepelt képzőművészeti alkotásaival. 1953-tól kezdve 283 nemzeti és nemzetközi tárlaton vett részt, 1962-től 40 egyéni kiállítása volt. Munkáit nemzeti és külföldi magán- és közgyűjtemények őrzik. Igen tevékenyen töltötte életének utolsó évtizedét, 1993-tól több éven át a Barabás Miklós Céh titkára volt. A Magyarok Világszövetsége égisze alatt létrejött Magyar Képző- és Iparművészeti Társaság 2000. május 13-14-én Gyergyószárhegyen tartott elnökségi ülésén is részt vett. 2000. novemberében a gyergyószárhegyi alkotói táborban Veress Pál képviselte a kolozsvári festőket. Még 2002. januárjában is egyéni kiállítást rendezett Kolozsvárott.

## Kiállításai (válogatás)

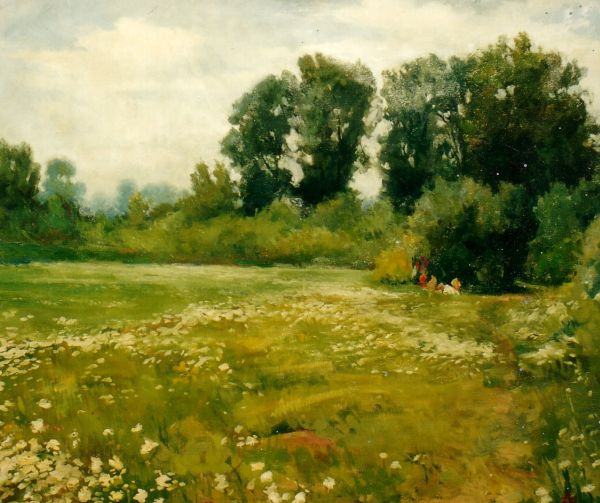
Szamospart

## Kiállításai (válogatás)[1]

### Egyéni
- 1962, 1966, 1970, 1974, 1975, 1978, 1992 • Kolozsvár (gyűjteményes kiállítás, katalógussal)
- 1963 • Erdőszentgyörgy • Nyárádszereda • Gyulakuta • Parajd • Makfalva
- 1966 • Csíkszereda • Sepsiszentgyörgy • Kovászna • Kézdivásárhely
- 1967 • Székelyudvarhely • Székelykeresztúr • Gyergyószentmiklós
- 1974 • Nagyvárad
- 1975 • Déva
- 1980 • Marosvásárhely
- 1982 • Tordaszentlászló
- 1989, 1990 • Budapest
- 1995 • Balatonkenese
- 1996 • Bethlen Kata Diakóniai Központ, Kolozsvár
- 1997 • Szépművészeti múzeum, Kolozsvár
- 2002 • Gy. Szabó Béla Galéria, Kolozsvár
- 2003 • Vízivárosi Galéria, Budapest (posztumusz kiállítás)
- 2007 • Kolozsvár (posztumusz emlékkiállítás)
- 2022 • Kányafő Galéria, Kolozsvár  (posztumusz emlékkiállítás)[2]

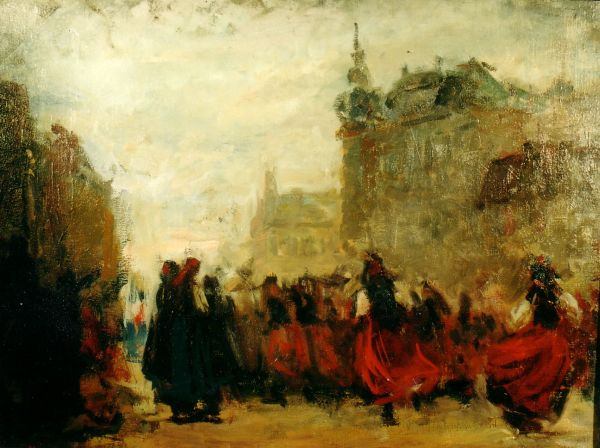
Fekete-piros

### Csoportos
- 1953-97 • Kolozsvár • Bukarest
- 1986 • Toruń, Riteblota
- 1988 • Żary • Pescara
- 1989 • Budapest
- 1990 • Budapest, Ottawa
- 1991 • Windesheim
- 1995 • Esztergom
- 1996 • Salem, (Németország) • Göteborg • Stockholm, (Svédország).
- 2001 • Csíkszereda[3]
- 2002. szeptember • Korunk Galéria, Kolozsvár (A zsoboki alkotótelepen készült munkákat állították ki).[4]

## Művei közgyűjteményekben (válogatás)
- Művészeti Múzeum, Tulcea
- Nemzeti Művészeti Múzeum, Kolozsvár
- Székely Nemzeti Múzeum, Sepsiszentgyörgy.

## Társasági tagság
- Romániai Művészek Egyesülete (1955)
- Egyetemes Magyar Képzőművészeti Egyesület (EMKES), Stockholm
- Barabás Miklós Céh (alapító tag, 1993-tól haláláig)

## Külső hivatkozások
- Veress Pál festőművész és grafikus élete, munkássága
- Veress Pál festményei
- Veress Pál grafikái